# Charles Ier (roi de Wurtemberg)
Pour les articles homonymes, voir Charles Ier.
Ne doit pas être confondu avec Charles-Alexandre de Wurtemberg.
Charles Ier de Wurtemberg (en allemand : Karl Friedrich Alexander von Württemberg), né le 6 mars 1823 à Stuttgart et mort le 6 octobre 1891 dans la même ville, est de 1864 à 1891, le troisième roi de Wurtemberg. Il appartient à la première branche dite « branche aînée » de la maison de Wurtemberg, de confession luthérienne.

## Biographie

### Famille
Le prince Charles, né à Stuttgart en 1823, est l'unique fils de Guillaume Ier de Wurtemberg. Issu du troisième mariage du souverain avec sa cousine Pauline-Thérèse de Wurtemberg, le prince a quatre sœurs : Marie et Sophie sont issues du second mariage du roi avec Catherine de Russie. Si l'aînée a contracté un mariage d'inclination mais morganatique, la cadette a épousé son cousin utérin, le roi Guillaume III des Pays-Bas. Ce mariage est des plus malheureux. La jeune et intelligente souveraine se réfugie plusieurs fois en Wurtemberg avant de vivre définitivement séparée d'un époux inculte, autoritaire, violent et libidineux. Catherine et Augusta ont la même mère que Charles. L'aînée épouse un cousin de la maison de Wurtemberg, Augusta épouse le prince Hermann de Saxe-Weimar-Eisenach.
Marié prématurément à une princesse de Bavière pour éviter une épouse choisie par Napoléon Ier, le roi de Wurtemberg a vécu une histoire d'amour réciproque avec sa seconde épouse. Il délaisse la troisième, de dix-neuf ans sa cadette, épousée pour engendrer l'héritier nécessaire. Lorsque naît son fils, le roi a quarante-deux ans.
Le prince Charles est éduqué par des précepteurs à demeure, puis effectue en 1838 – 1839 une année de formation militaire. Plus tard, il passe un an à l'université de Tübingen (doctor philosophiæ) et accomplit plusieurs voyages en Europe. Il ne se contente pas des milieux familiaux et princiers et, par exemple, fréquente à Berlin le salon littéraire de la comtesse von Arnim. Il fait aussi la connaissance du poète romantique Emanuel Geibel.
Son père le fait entrer à la chambre des seigneurs en 1841 et au conseil privé en 1844.

### Mariage et règne

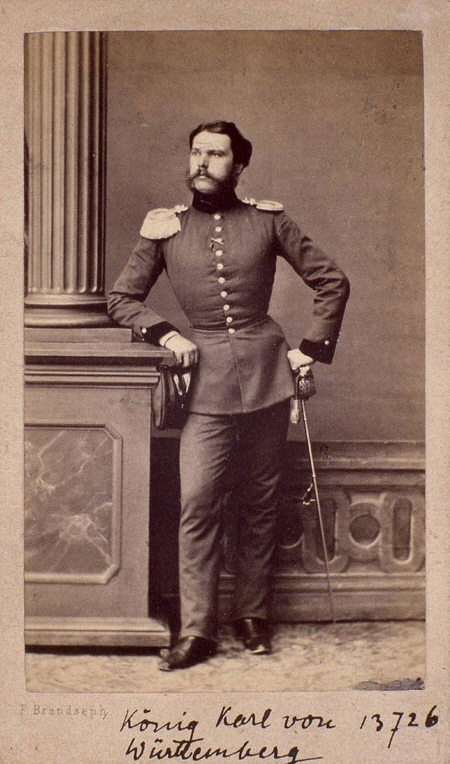
Charles Ier photographié par Friedrich Brandseph vers 1861.

Après des fiançailles célébrées en janvier 1846 à Palerme, Charles de Wurtemberg épouse, le 13 juillet 1846, sa cousine la grande-duchesse Olga Nikolaïevna de Russie. Fille de l'empereur Nicolas Ier de Russie et d'Alexandra Feodorovna de Russie, née princesse de Prusse, la grande-duchesse est la petite-fille de Sophie-Dorothée de Wurtemberg. Le mariage a lieu à Peterhof, près de Saint-Pétersbourg. Le jeune ménage arrive à Stuttgart le 23 septembre 1846. Ils s'installent à la villa Berg (de), vaste demeure de style néo-Renaissance. 
Le mariage demeura sans enfant et ne fut peut-être jamais consommé, sûrement parce que Charles était exclusivement homosexuel. La princesse Olga a écrit des mémoires qui s'arrêtent le jour de son mariage. Olga fait venir seize ans plus tard, en 1863, sa nièce Vera Constantinovna de Russie, afin de l'éduquer. 
Charles monte sur le trône le 12 juillet 1864 à la mort de son père, survenue le 25 juin précédent. Le 24 décembre 1864, il octroie la liberté de presse et d'association qui avait été limitée par son père. Deux ans plus tard, il prend part à la guerre austro-prussienne au côté de l'empire d'Autriche. Vaincu, il doit signer des traités de défense avec le royaume de Prusse. Le Wurtemberg participe à la guerre franco-prussienne de 1870. Le roi est obligé de faire rentrer ses États dans le nouvel Empire allemand le 18 janvier 1871. Quelques mois plus tôt en 1870, Charles et Olga adoptent finalement officiellement la grande-duchesse Vera. Ils la marient en 1874 à un de leurs neveux, Eugène de Wurtemberg, qui meurt prématurément trois ans plus tard. Vera demeura au Wurtemberg qu'elle considérait désormais comme son véritable pays.

### Amitiés masculines
Charles noue dès sa jeunesse des amitiés intimes avec de jeunes hommes, comme cette longue « amitié de cœur » avec son aide de camp, le baron Wilhelm von Spitzemberg (de). Certaines des relations masculines de Charles font l'objet de scandales à cause de la différence de condition sociale. 
À la fin des années 1870, son état mélancolique l'oblige à se reposer souvent à Friedrichshafen ou sur la côte d'Azur à Nice. Âgé de 57 ans, il se lie avec Richard Jackson (de vingt-trois ans son cadet), originaire de Cincinnati, et secrétaire du consul des États-Unis à Stuttgart depuis 1876. Rapidement, il en fait son lecteur, puis un conseiller privé et enfin lui donne le titre de baron. Mais c'est en 1883 que le roi sexagénaire fait la connaissance en plus d'un autre Américain (cette fois fils d'un boucher), Charles Woodcock, âgé de trente ans, lecteur de la reine et protestant congrégationaliste. Les deux hommes deviennent rapidement inséparables, le favori étant admis dans les cercles intimes. Le roi en fait son chambellan (Kammerherr), puis il l'anoblit en 1888, sous le nom de baron Woodcock-Savage. Mais le roi et son favori vont jusqu'à s'afficher en public vêtus de vêtements identiques. Les élites craignent une influence de l'Américain sur le roi vieillissant. L'indignation qui en résulte et qui est relayée par la presse force Charles à renoncer à son favori, sous la pression du ministre-président conservateur, le baron Hermann von Mittnacht. Le roi déclare le 18 novembre 1888 : « j'ai sacrifié l'ami le plus noble qu'un souverain ait jamais eu, à la demande de mon peuple. » Charles Woodcock retourne en Amérique, mais Charles trouve en 1889 une consolation en la personne du responsable technique (Maschinenmeister) du théâtre royal, Wilhelm Georges. Cette « amitié » dure jusqu'à sa mort deux ans plus tard.

### Mort et succession
Charles Ier de Wurtemberg, dont la santé était chancelante depuis plusieurs années, meurt à Stuttgart, à l'âge de 68 ans, le 6 octobre 1891, sans enfant. Il est inhumé le 9 octobre suivant, dans la chapelle du vieux château de Stuttgart. C'est donc son cousin — et neveu car fils de sa sœur Catherine — qui lui succède sous le nom de Guillaume II de Wurtemberg. Son épouse Olga le rejoint un an plus tard dans la tombe. Elle est également inhumée dans la chapelle du vieux château de Stuttgart.

## Honneurs
Charles Ier de Wurtemberg est :

### Ordres officiels wurtembourgeois
- Grand-croix de l'ordre de la Couronne de Wurtemberg (1837) ;
- Grand-croix de l'ordre de Frédéric (avant 1847) ;
- Fondateur de l'ordre d'Olga (1871).

### Ordres officiels étrangers
- Chevalier de l'ordre de Saint-André (Empire russe, 1829) ;
- Grand-croix de l'ordre de la Fidélité (Bade) (1830) ;
- Grand-croix de l'ordre du Lion de Zaeringen (grand-duché de Bade, 1830) ;
- Grand-croix de l'ordre de la Maison ernestine de Saxe (duchés saxons, 1841) ;
- Chevalier de l'ordre de l'Aigle noir (Prusse, 1841), avec collier (1861) ;
- Chevalier de l'ordre de Saint-Hubert (Bavière) (1841) ;
- Grand-croix de l'ordre de Saint-Étienne de Hongrie (empire d'Autriche, 1845) ;
- Grand-croix de l'ordre du Faucon blanc (Saxe-Weimar, 1846) ;
- Grand-croix de l'ordre de Louis Ier de Hesse (1848) ;
- Grand-croix de l'ordre du Mérite du duc Pierre-Frédéric-Louis (grand-duché d'Oldenbourg, 1853) ;
- Chevalier de l'ordre de Saint-Georges (Hanovre) (1855) ;
- Grand-croix de l'ordre royal des Guelfes (Hanovre, 1855) ;
- Grand cordon de l’ordre de Léopold (Belgique, 1864) ;
- Chevalier de l'ordre de la Couronne de Rue (royaume de Saxe, 1864) ;
- Grand-croix de l'ordre de Saint-Charles (Monaco, 1865) ;
- Grand-croix de la Légion d'honneur de France (1867) ;
- Grand commandeur de l'ordre royal de la maison de Hohenzollern (1876) ;
- Chevalier de l'ordre des Séraphins (Suède, 1879) ;
- Chevalier de l'ordre suprême de la Très Sainte Annonciade (royaume d'Italie, 1882) ;
- 1077e chevalier de l'ordre de la Toison d'or (Espagne, 1888) ;
- Chevalier de l'ordre de l'Éléphant (Danemark, 1889) ;
- Chevalier étranger de l'ordre de la Jarretière (Royaume-Uni, 1890).